# کانتون آتائوالپا
کانتون آتائوالپا (به اسپانیایی: Cantón Atahualpa) یک منطقهٔ مسکونی در اکوادور است که در استان ال اورو واقع شده‌است.